# Црвена Звезда (хокейний клуб)
У Вікіпедії є статті про інші спортивні клуби з назвою Црвена Звезда (значення)
Хокейний клуб «Црвена Звезда» (серб. Клизачко хокејашки клуб Црвена звезда) — хокейний клуб з м. Белграду, Сербія. Заснований 1946 року. Виступає у Сербській хокейній лізі. Домашні матчі проводить на Льодовому палаці «Піонір» (2,000 місць).

## Історія
ХК «Црвена Звезда» був заснований 1946 року. Перший свій матч зіграв з ХК «Спартак» (Суботиця). У зв'язку з відсутністю льоду, клуб не брав участі в змаганнях і фактично припинив своє існування. Відродили клуб 25 жовтня 1953 року, коли відбулись Установчі збори ХК «Црвена Звезда».
Домашні матчі ХК «Црвена Звезда» проводить у Льодовому палаці «Піонір», який розташований в спортивно-оздоровчому комплексі «Ташмайдан». Льодова арена побудована у 1978 році, а в 2001 році частково відремонтована. Площа палацу становить 6000 м², а площа льдового майданчика — 1800 м².

## Досягнення
Сербська хокейна ліга
- Переможець (12): 1992, 1993, 1996, 1997, 2005, 2018, 2019, 2020, 2021, 2023, 2024, 2025.
- Срібний призер (8): 1994, 1995, 1998, 2002, 2004, 2006, 2011, 2016

Сербський хокейний кубок
- Переможець (4): 1992, 1996, 1997, 1998
- Фіналіст (2): 1995, 2001

Балканська ліга
- Бронзовий призер (1): 1994